# Johann Christian Fischer (compositeur)
Pour les articles homonymes, voir Fischer.
Ne doit pas être confondu avec Johann Christian Fischer.
Johann Christian Fischer (vers 1733 à Fribourg-en-Brisgau - 29 avril 1800, à Londres) est un compositeur et hautboïste allemand, l'un des solistes du hautbois les plus connus en Europe dans les années 1770.

## Biographie
La première mention sûre sur Johann Christian Fischer est son interprétation d'un concerto pour hautbois à Varsovie en 1757, en présence du roi polonais Auguste III, qui employait Johann Christian dans sa Staatskapelle de Dresde avec un salaire de 400 thalers. En 1764, il se trouve à Turin pour se perfectionner auprès du hautboïste virtuose Alessandro Besozzi afin d'améliorer son style et d'adapter les techniques des plus importantes chanteuses italiennes à son jeu. Dans les années suivantes, Fischer voyage à Paris, où il a joué au Concert Spirituel, dans le sud des Pays-Bas et à Mannheim, où il a impressionné le jeune Wolfgang Amadeus Mozart, âgé de neuf ans. Ce dernier a composé plus tard ses Douze variations sur un menuet de Johann Christian Fischer KV 179/189a. En 1767, Johann Christian Fischer tient le poste de claveciniste à la cour de Berlin, selon Charles Burney, comme successeur de Johann Christian Bach. Un an plus tard, Fischer vient à Londres. Sa réputation de hautboïste se propage rapidement, et il a participé à la plupart des grands événements musicaux à Londres et dans d'autres villes. En 1774, il se produit régulièrement à la cour et joue avec Johann Christian Bach et Carl Friedrich Abel dans des concerts de musique de chambre pour la reine. Dans cette position, il a eu une grande influence sur ses élèves, dont faisaient partie Charles Suce, Christopher Kellner et Antonin Sallantin, et il a influencé par sa technique les hautboïstes célèbres de son temps. Il a introduit en Angleterre le modèle continental de hautbois qui a remplacé le modèle anglais.
En 1780, il a épousé la fille de son ami, le peintre Thomas Gainsborough, malgré son opposition. Cette relation a été rompue un peu plus tard. Fischer ne trouve pas d'emploi permanent à Londres, ni comme hautboïste de la Cour, comme ni comme maître de chapelle. De retour sur le continent, Fischer donne en 1786 des concerts à Mannheim et à Vienne, avant de retourner à Londres 1790. Il prend sa retraite, à l'exception de quelques concerts. Lors d'un concert dans la résidence royale, il souffre d'un accident vasculaire cérébral et meurt peu de temps après. Dans son testament, il a exprimé le souhait que toutes les compositions écrites de sa main soient remises au roi.

## Compositions
Johann Christian Fischer a composé 10 concertos pour hautbois, 5 concertos pour d'autres instruments, 7 Divertimenti pour 2 flûtes op.2, 6 Divertimenti pour 2 flûtes et de nombreuses œuvres pour instrument seul. Fischer a laissé plusieurs méthodes pour hautbois, The Compleat Tutor for the Hautboy (1770), republiée sous le nom de New and Instructions Tutor for the Hautboy (1780) et The Hotboy Preceptor (1800).